# لويس بريل
لويس برايل أو لويس براي (بالفرنسية: Louis Braille)‏ ‏ (4 يناير 1809 – 6 يناير 1852) مطور كتابة برايل، وهو نظام كتابة وقراءة عالمي يستخدمه الأشخاص المكفوفون، أو الذين يعانون من ضعف حاد في البصر. لويس برايل نفسه أصيب بالعمى بسبب حادث، لكنه أظهر تفوقًا على إصابته وأحدث ثورة بابتكاره نظام كتابة بريل إذ تُقرأ بتمرير الأصابع على حروف مكتوبة بنتوءات بارزة (من واحد إلى ست نتوءات)، وقد تم تبني هذا النظام تقريبًا في كل اللغات المعروفة.
فقد بصره وهو في الثالثة من عمره عندما اصطحبه والده الذي كان يصنع السروج معه في مكان العمل وأخذ يلهو بمثقابين وجدهما هناك وبينما هو يجرى بهما إذ زلت قدمه فوقع على الأرض وأصاب المثقابان عينيه فخبا النور منهما، وجزعت القرية كلها على ذلك الحادث الأليم،

## سيرته الشخصية
ولد برايل في كوبفراي، فرنسا مدينة صغيرة في شرق باريس، فقد لويس برايل بصره وهو في الثالثة من عمره عندما فقد أحد عينيه بالخطأ بواسطة عصا مثبت بها مثقابان من ورشة عمل والده.
عالج الطبيب المحلي العين وضمدها، ورتب موعد لبرايل مع جراح متمكن في باريس لكن العين كانت متضررة بالكامل ثم ازدادت إصابتها لتعدي العين الأخرى أيضًا، وببلوغه الخامسة كان قد فقد البصر كليًا في كلتا عينيه.
تلقّى برايل الإهتمام والعناية والتشجيع مِمَن حوله وهذا كان من غير المألوف في ذلك الوقت حيث عانى فاقدو البصر من سوء المعاملة والخدمات، وتعلّم لويس التنقل في أنحاء قريته باستخدام عصا من صنع والده.
أبهر برايل معلميه في مدينته بعقليته الفذة وتلقى التشجيع للحصول على تعليم أكثر.

## تعليمه
تعلم برايل في مدينته حتى بلغ عمره 10 أعوام، حصل برايل على منحة تعليمية إلى معهد للمكفوفين اليافعين في باريس. الأوضاع في المعهد كانت سيئة حيث لم يحصل الطلاب في العادة على أكثر من الخبز والماء للطعام، وأحيانًا كانت تُسَاء معاملتهم كنوع من العقاب. كان برايل طالبًا متفوقًا في المعهد وخصوصًا في دروس الموسيقى.
كان يوجد في المعهد آلة تكتب على الورق من جهة فتبرز من الجهة الأخرى ويلمسها الكفيف بإصبعه لقراءتها. هذا النظام كان له الكثير من السلبيات إذ لم يكن نظامًا عمليًا لنشر الكتب. المعهد كان يحتوي على 14 كتاب بذلك النظام، برايل قرأها جميعها.

## كتابة برايل

"Louis Braille" مكتوبة بكتابة بريل

في عام 1821 قام ضابط في الجيش الفرنسي اسمه شارل باربيار بزيارة للمعهد، أبلغ خلالها لويس برايل بأنه ابتكر طريقة جديدة مشفرة للكتابة يستطيع بها الجنود التخاطب فيما بينهم في الأمور السرية بدون الحاجة للكلام، وهي بأن يبرز الجنود على ورق سميك أشكالًا من النقاط أقصاها اثنتا عشرة نقطة، لكل منها دلالة كلامية.
واجه برايل صعوبة في فهم تلك الكتابة فقام بتخفيض العدد الأقصى للنقاط من 12 إلى 6، وبدأ في نفس ذلك العام بالعمل على اختراع طريقة كتابة جديدة، وانتهى في عام 1824 وهو بعمر 15 سنة. استخدم بريل في نظامه الجديد 6 نقاط فقط كرموز لحروف، بينما استخدم باربيار 12 نقطة كرموز لأصوات. قام لاحقاً بتوسيع نظام كتابته ليشمل رموز الرياضيات والموسيقى. نُشر أول كتاب بنظام كتابة برايل في عام 1829.
أصبح برايل مدرّسًا في المعهد ولكن لم يتم اعتماد نظام كتابته الجديد رسميًا في المعهد في فترة حياته بل اعتُمد النظام رسميًا في فرنسا في عام 1854، أي بعد وفاة برايل بعامين.

## الوفاة

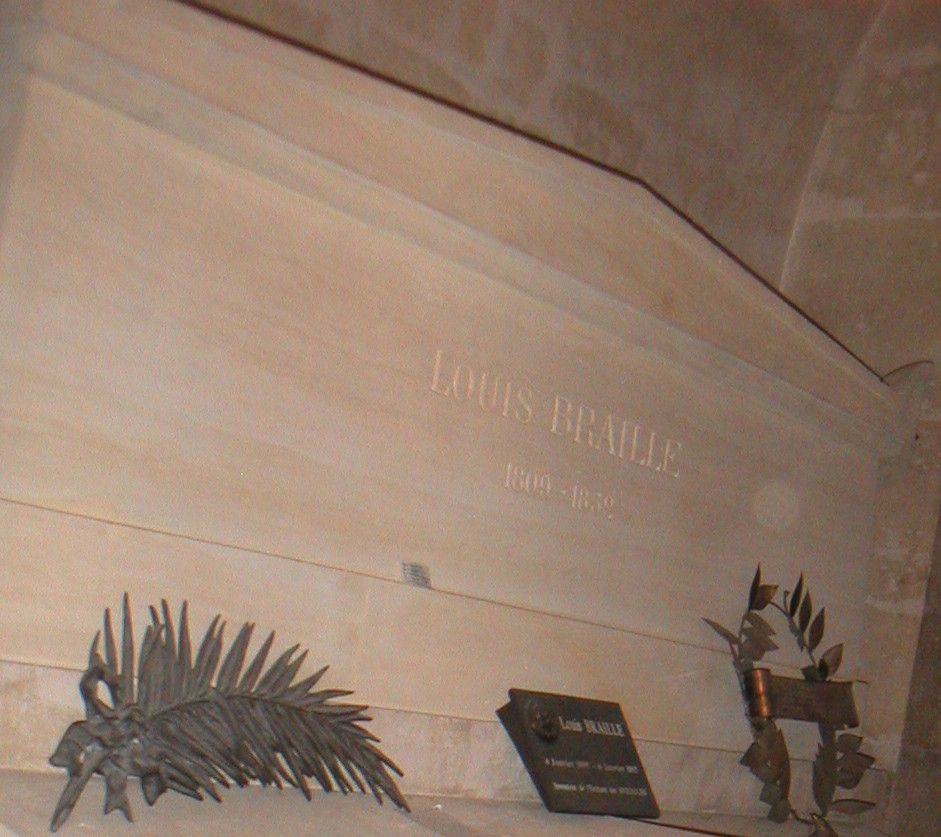
قبر بريل في بانتيون باريس

كان برايل مريضاً في طفولته وساءت صحته عندما كبر، وعانى من أمراض دائمة في الجهاز التنفسي.
استقال من وظيفته عندما اشتد عليه المرض، وعندما وصل مرضه لمرحله مميتة عاد إلى بيت عائلته في كوبفراي حيث توفي عام 1852 بعد يومين من بلوغه سن 43.

## وصلات خارجية
- لويس بريل على موقع الموسوعة البريطانية (الإنجليزية)
- لويس بريل على موقع ميوزك برينز (الإنجليزية)
- لويس بريل على موقع إن إن دي بي (الإنجليزية)